# Фалещки район
Фалещки район е един от 32-та района на Молдова. Площта му е 1073 квадратни километра, а населението – 78 258 души (по преброяване от май 2014 г.). Намира се в часова зона UTC+2. Пощенският му код е 259, а МПС кодът FL.